# Construcciones y Auxiliar de Ferrocarriles

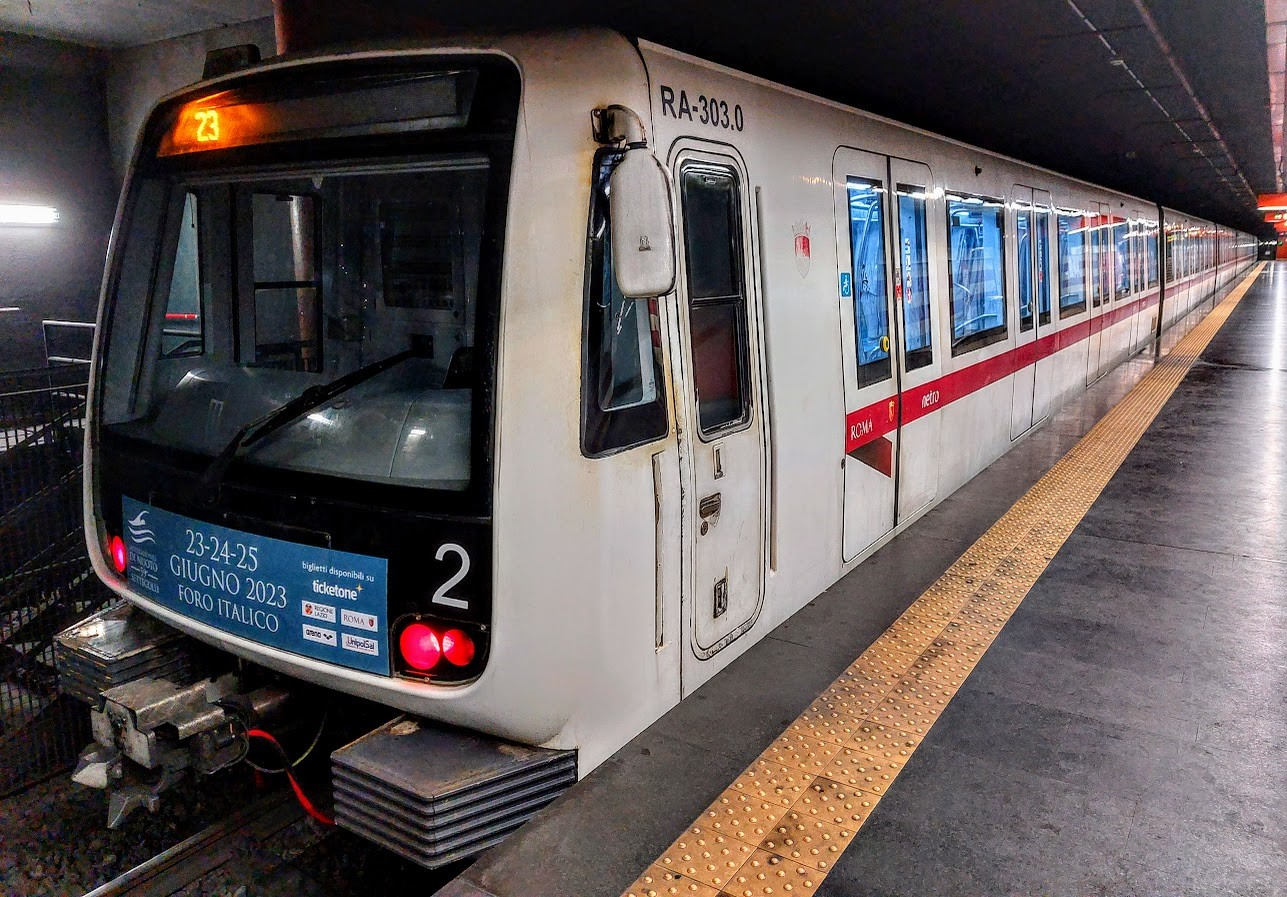
Metropolitana di Roma

Construcciones y Auxiliar de Ferrocarriles, meglio nota con l'acronimo CAF, è una società spagnola con sede a Beasain, nella provincia basca di Gipuzkoa, che si occupa della costruzione di rotabili ferroviari e metropolitani, impiegati nelle ferrovie e nei sistemi di trasporto urbano di numerosi paesi europei, oltre che in varie realtà degli Stati Uniti, del Sud America, dell'Africa e dell'Asia.

## Settori di attività
La produzione CAF è storicamente incentrata nella costruzione di veicoli ferrotranviari per il trasporto urbano, quali treni per metropolitane ed elettromotrici tranviarie articolate, e su veicoli ferroviari spesso in forma di treni completi, sia per il trasporto regionale che per quello a media distanza, con clienti in tutti i continenti.

### Convogli per metropolitane
Il mercato delle metropolitane si caratterizza per la produzione di treni completi che CAF ha realizzato per città africane, americane, asiatiche ed europee.

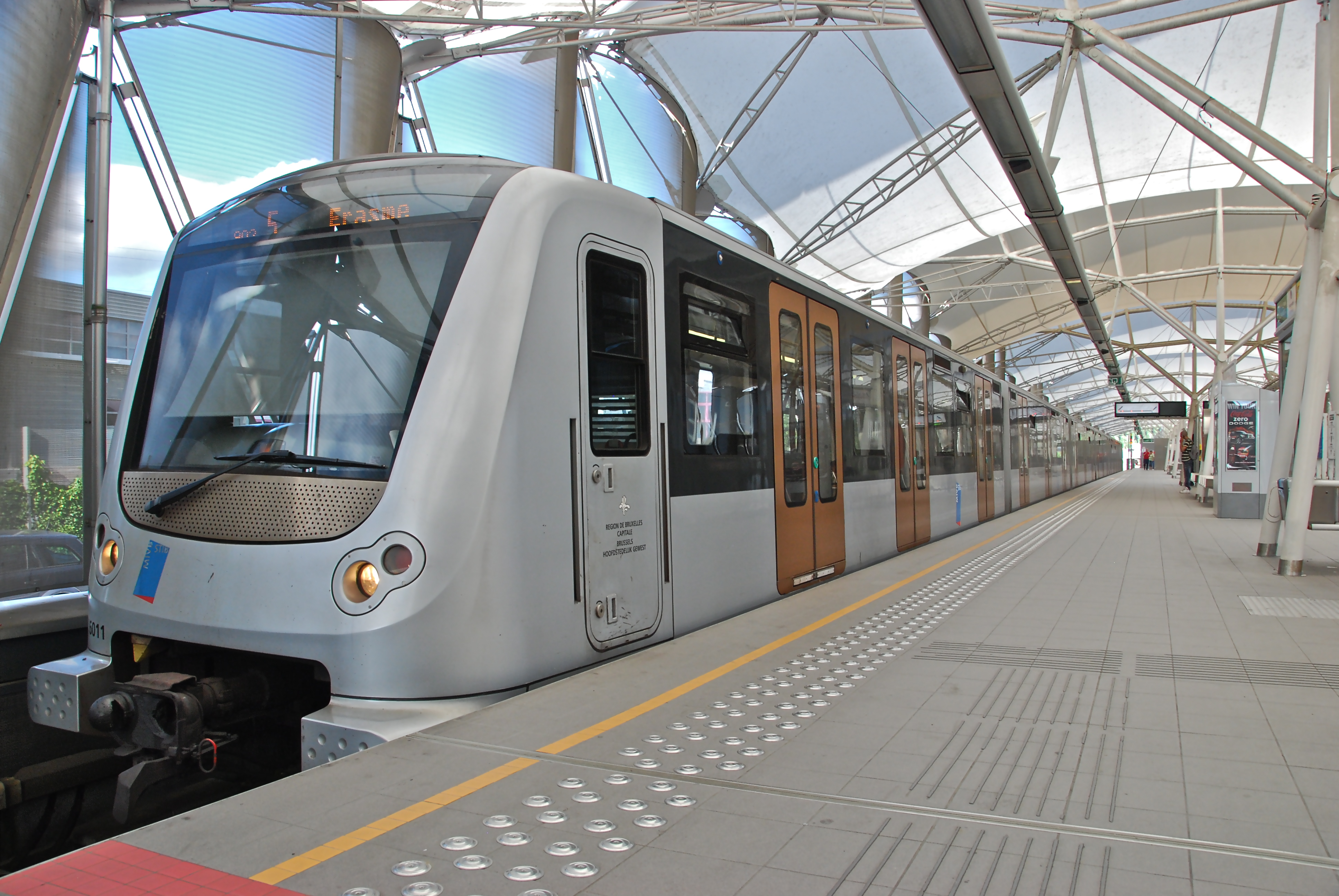
Metropolitana di Bruxelles

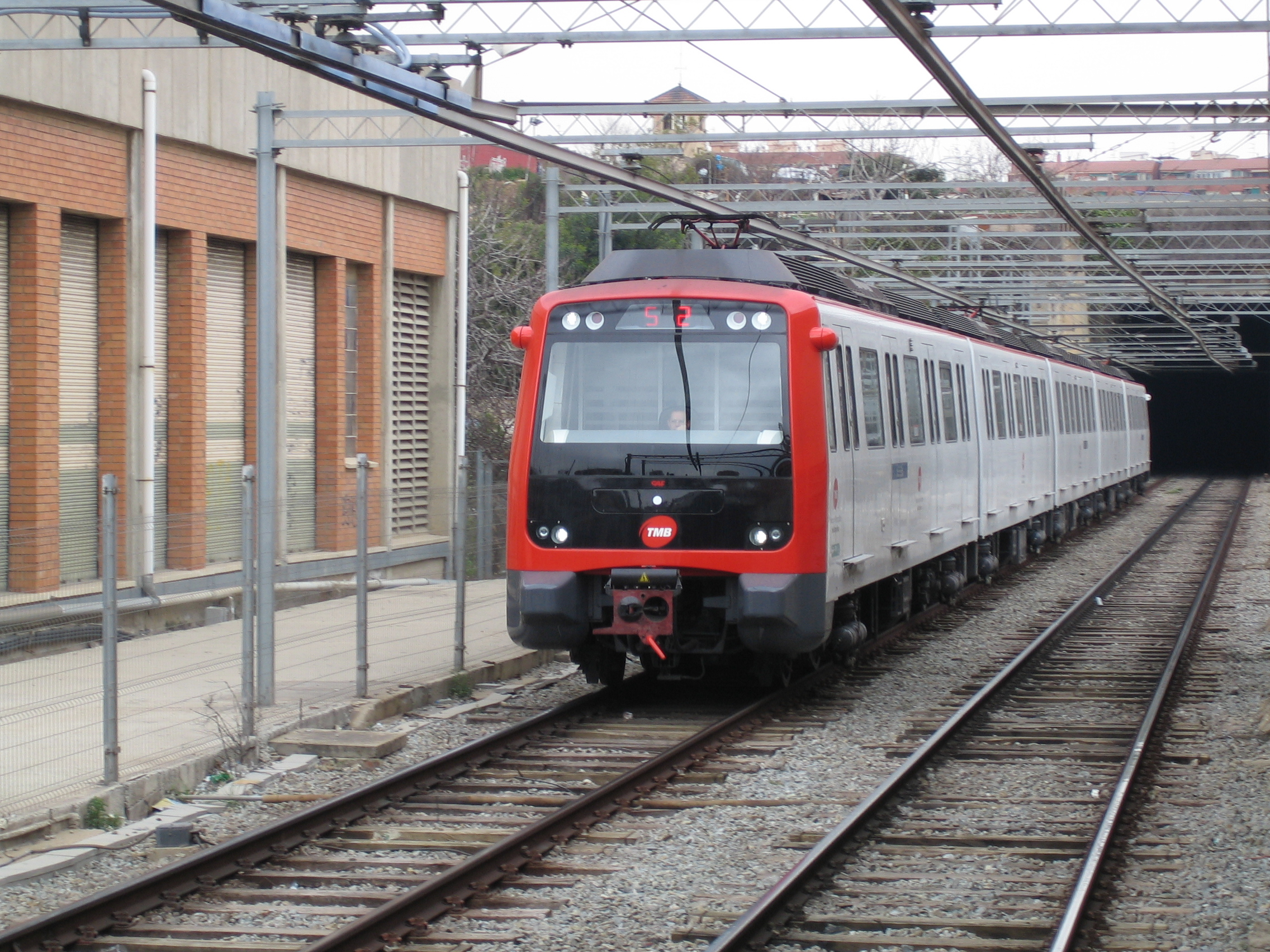
Metropolitana di Barcellona

| Paese       | Impianto                               | Esemplari prodotti                                                                  |
| ----------- | -------------------------------------- | ----------------------------------------------------------------------------------- |
| Algeria     | Metropolitana di Algeri                | 14 complessi da 6 casse                                                             |
| Belgio      | Metropolitana di Bruxelles             | 15 complessi delle serie M5 e M6                                                    |
| Brasile     | Metropolitana di Salvador              | Complessi Urbos 3                                                                   |
| Brasile     | Metropolitana di San Paolo del Brasile | 26 complessi per la linea 5                                                         |
| Cile        | Metropolitana di Santiago del Cile     | 20 complessi serie NS-2007 + 14 complessi serie NS-2012                             |
| Cina        | Metropolitana di Hong Kong             | 96 complessi per la Tung Chung Line + 88 complessi per il servizio Airport Express  |
| Colombia    | Metropolitana di Medellín              | 12 complessi per la linea A                                                         |
| India       | Metropolitana dell'aeroporto di Delhi  | 8 complessi                                                                         |
| India       | Metropolitana di Calcutta              | 14 complessi per la linea 2                                                         |
| Italia      | Metropolitana di Roma                  | 68 complessi serie MA 300 e MB 400                                                  |
| Italia      | Metropolitana di Napoli                | 34 complessi Inneo (24 per la linea 1 + 10 per la linea 11)                         |
| Messico     | Metropolitana di Città del Messico     | Complessi serie NE-92, NM-02, FE-07, FE-10                                          |
| Paesi Bassi | Metropolitana di Amsterdam             | 37 complessi serie S3 e M4                                                          |
| Romania     | Metropolitana di Bucarest              | 24 complessi per la linea M2                                                        |
| Spagna      | Metropolitana di Barcellona            | Complessi delle serie 600, 1000, 1100, 2000, 3000, 4000, 5000, 6000, S/2100 e S/300 |
| Spagna      | Metropolitana di Bilbao                | Complessi delle serie UT500, UT550 e UT 600                                         |
| Spagna      | Metropolitana di Madrid                | Complessi delle serie 300, 1000, 2000, 3000, 5000, 6000, 8000 e 8400                |
| Spagna      | Metropolitana di Palma di Maiorca      | 6 complessi serie 71 + 5 complessi serie 81 (poi destinati al servizio ferroviario) |
| Spagna      | Metropolitana di Siviglia              | 17 complessi Urbos 2                                                                |
| Spagna      | Metropolitana di Valencia              | 40 complessi delle serie 3700                                                       |
| Turchia     | Metropolitana di Istanbul              | 144 complessi per la linea 4                                                        |
| USA         | Metropolitana di Washington            | Complessi serie 7000                                                                |
| Venezuela   | Metropolitana di Caracas               | 48 complessi serie 6                                                                |

### Elettromotrici tranviarie
Relativamente più recente, la produzione di elettromotrici tranviarie si avvale di una piattaforma modulare "Urbos" che si è rapidamente affermata al di fuori dei confini spagnoli, primo mercato di riferimento, sia con versioni a piano ribassato per la circolazione stradale sia con allestimenti misti per metropolitane leggere.

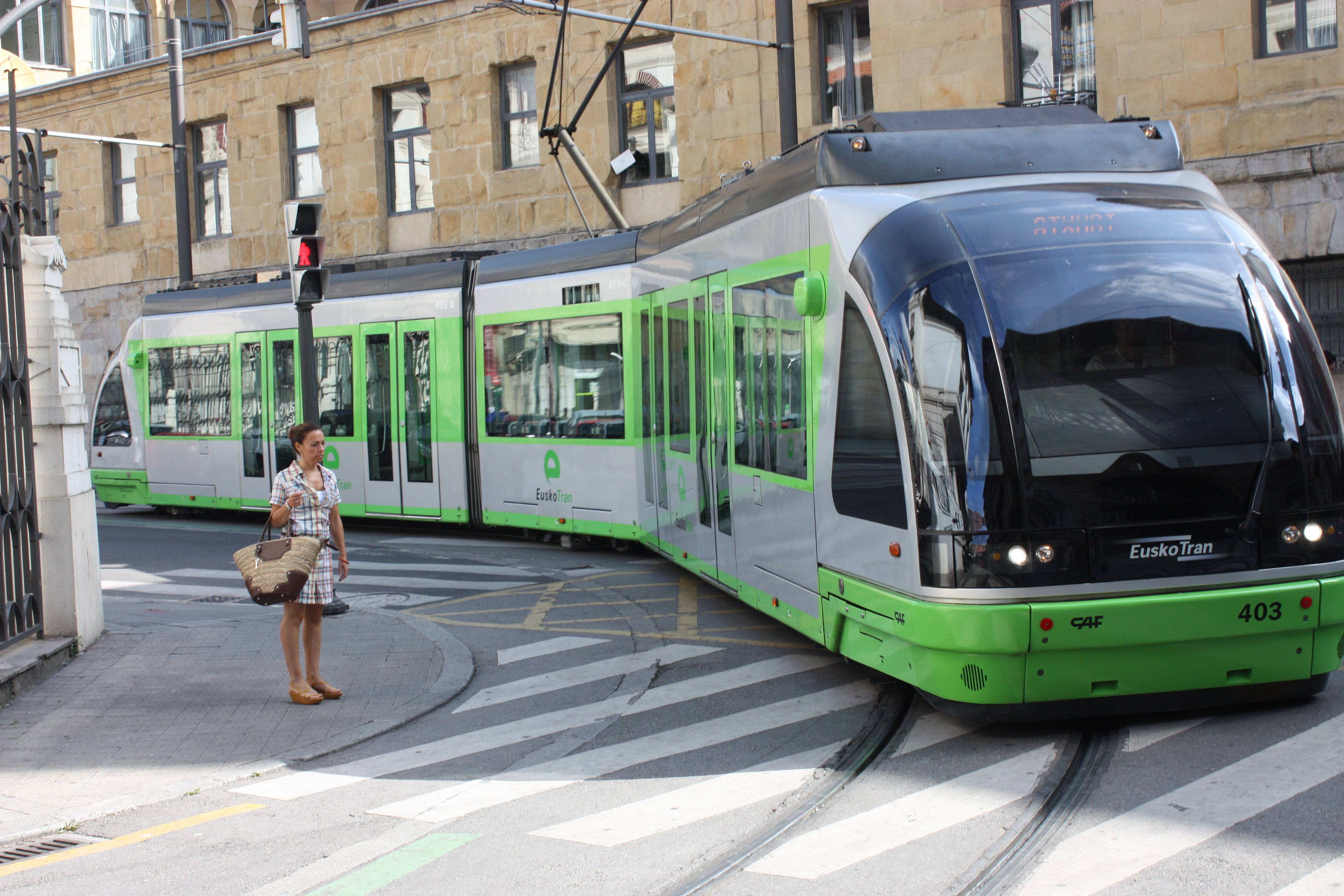
Tram Urbos 1 a Bilbao

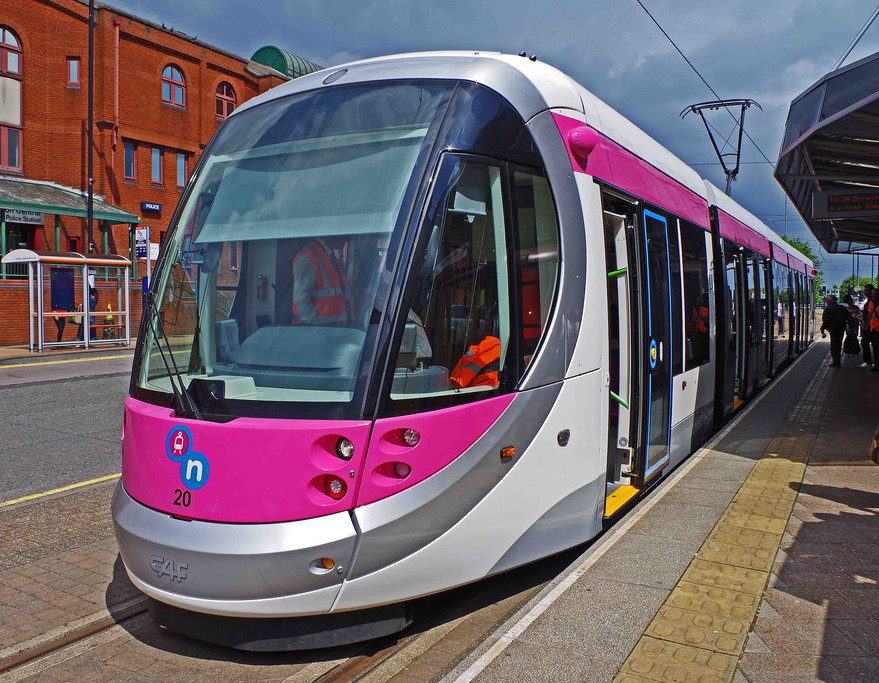
Tram Urbos 3 a Birmingham

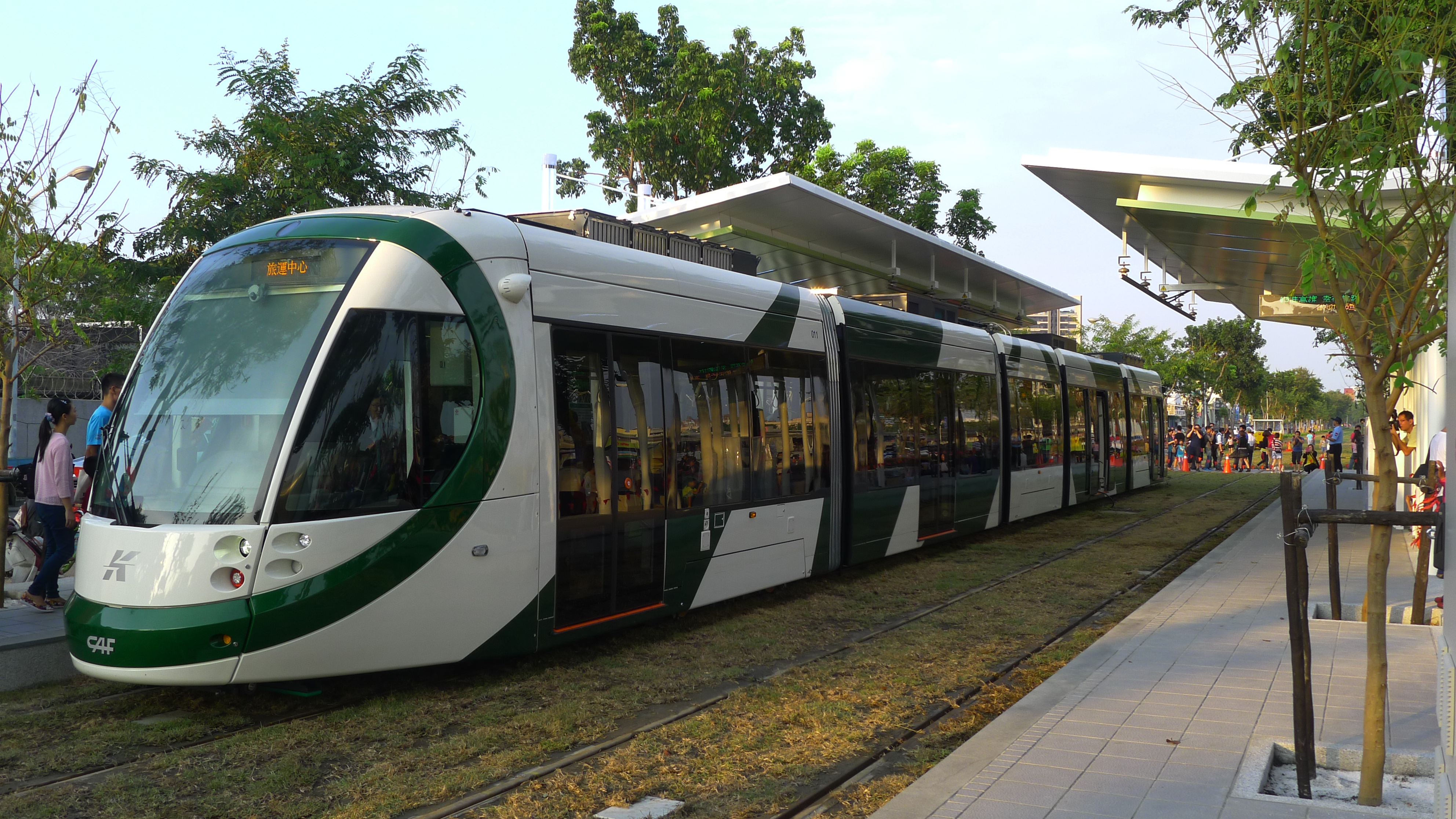
Tram Urbos 3 sulla Circular line di Kaoshung

| Stato       | Impianto                                 | Esemplari prodotti                                                           |
| ----------- | ---------------------------------------- | ---------------------------------------------------------------------------- |
| Australia   | Tranvia di Sidney                        | 12 veicoli Urbos 3                                                           |
| Brasile     | Tranvia di Cuiabá                        | 40 veicoli Urbos 3                                                           |
| Estonia     | Rete tranviaria di Tallinn               | 20 veicoli Urbos AXL                                                         |
| Francia     | Rete tranviaria di Besançon              | 19 veicoli Urbos 3                                                           |
| Francia     | Rete tranviaria di Nantes                | 8 veicoli Urbos 3                                                            |
| Germania    | Rete tranviaria di Friburgo in Brisgovia | 12 veicoli Urbos 3                                                           |
| Italia      | Rete tranviaria di Bologna               | Gara aggiudicata per 60 veicoli                                              |
| Italia      | Rete tranviaria di Cagliari              | 3 veicoli Urbos 3                                                            |
| Messico     | Tranvia di Monterrey                     | 22 veicoli Urbos LRV                                                         |
| Paesi Bassi | Tranvia di Utrecht                       | 5 veicoli Urbos 3                                                            |
| Portogallo  | Rete tranviaria di Lisbona               | 6 veicoli realizzati in partnership con Siemens                              |
| Regno Unito | Rete tranviaria di Birmingham            | 21 veicoli Urbos 3                                                           |
| Regno Unito | Rete tranviaria di Edimburgo             | 27 veicoli Urbos 3                                                           |
| Serbia      | Rete tranviaria di Belgrado              | 30 veicoli Urbos 3                                                           |
| Spagna      | Tranvia di Bilbao                        | 8 veicoli Urbos 1                                                            |
| Spagna      | Tranvia della baia di Cadice             | 7 veicoli Urbos 3 per servizio di tipo tram-treno                            |
| Spagna      | Tranvia di Granada                       | 13 veicoli Urbos 3                                                           |
| Spagna      | Rete tranviaria di Málaga                | 14 veicoli Urbos 3                                                           |
| Spagna      | Tranvia di Saragozza                     | 21 veicoli Urbos 3                                                           |
| Spagna      | Tranvia di Siviglia                      | 7 veicoli Urbos 3, attrezzati con marcia senza linea aerea                   |
| Spagna      | Tranvia di Valencia                      | 25 tram della serie 3800, in servizio sulle linee 4, 6 e 8                   |
| Spagna      | Tranvia di Vélez-Málaga                  | 3 veicoli Urbos 2; DOPO la chiusura dell'impianto furono noleggiati a Sidney |
| Spagna      | Tranvia di Vitoria                       | 12 veicoli Urbos 2                                                           |
| Svezia      | Rete tranviaria di Stoccolma             | 15 veicoli Urbos AXL in servizio sulla linea 22 "Tvärbanan"                  |
| Taiwan      | Tranvia di Kaohsiung                     | 9 veicoli Urbos 3                                                            |
| Turchia     | Tranvia di Antalya                       | 14 veicoli Urbos 2                                                           |
| Ungheria    | Rete tranviaria di Budapest              | 47 veicoli tipo Urbos 3                                                      |
| Ungheria    | Rete tranviaria di Debrecen              | 18 veicoli tipo Urbos 3                                                      |
| USA         | Tranvia di Cincinnati                    | 5 veicoli Urbos 3                                                            |
| USA         | Tranvia di Houston                       | 30 veicoli Urbos LRV                                                         |
| USA         | Tranvia di Kansas City                   | 4 veicoli Urbos 3                                                            |
| USA         | Tranvia di Pittsburgh                    | 28 veicoli Urbos LRV serie 4300                                              |
| USA         | Tranvia di Sacramento                    | 40 veicoli serie 200                                                         |

### Veicoli ferroviari
Negli anni CAF ha diversificato la propria produzione di convogli ferroviari specializzandosi nel segmento delle brevi e medie distanze, sebbene sia stato presentato nel 2013 un prototipo di treno modulare ad alta velocità denominato Oaris da 350 km/h.
Fra le tecnologie sviluppate vi sono quelle del pendolamento attivo, sfruttata in alcuni convogli quali ad esempio gli autotreni ATR 365 forniti alla Regione Sardegna, e lo scartamento variabile, necessario per l'organizzazione di servizi su reti complesse come quella spagnola.
Fra le piattaforme standard figura quelle denominate "Civia" e "Civity", una serie di complessi di elettromotrici e rimorchiate per il traffico regionale.
La società ha prodotto buona parte del materiale rotabile di operatori spagnoli quali RENFE, FEVE, EuskoTren, SFM e FGC; treni CAF sono tuttavia presenti anche in numerosi mercati esteri ed extraeuropei.
Collaborazioni con altri costruttori hanno portato alla realizzazione di rotabili quali le automotrici Sm4 di progettazione Fiat per Helsinki, i 62 treni Diesel serie 593 RENFE consegnati nel 1981, l'elettrotreno serie 443 RENFE simile all'ETR.401 FS, costruito nel 1975-76 e noto come "Platanito" o le locomotive E.401 di Trenitalia, ricavate dalla trasformazione radicale del preesistente gruppo E.402 A.

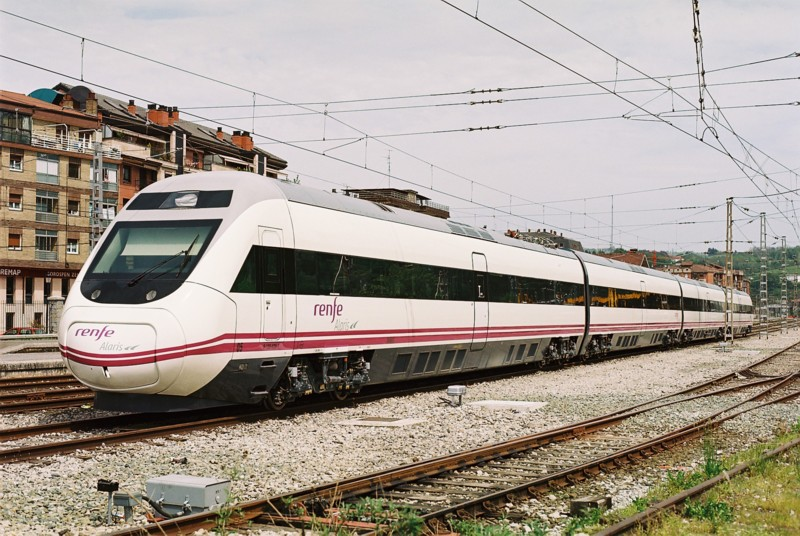
Elettrotreno RENFE serie 120

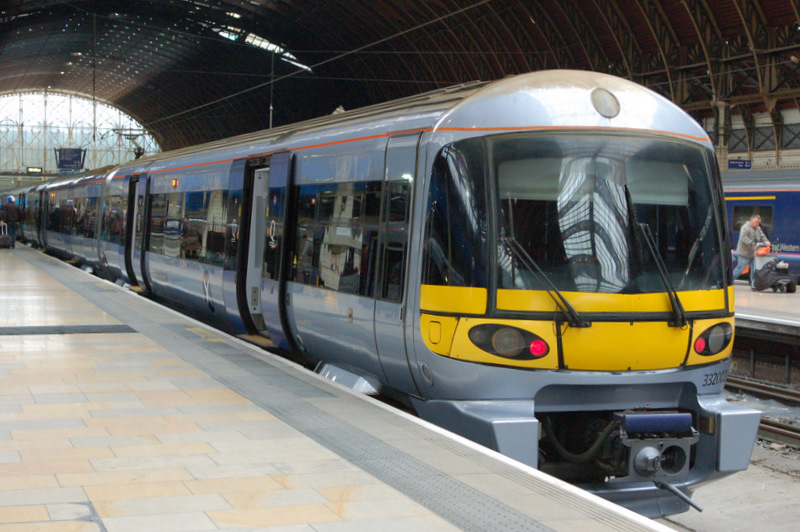
Heathrow express

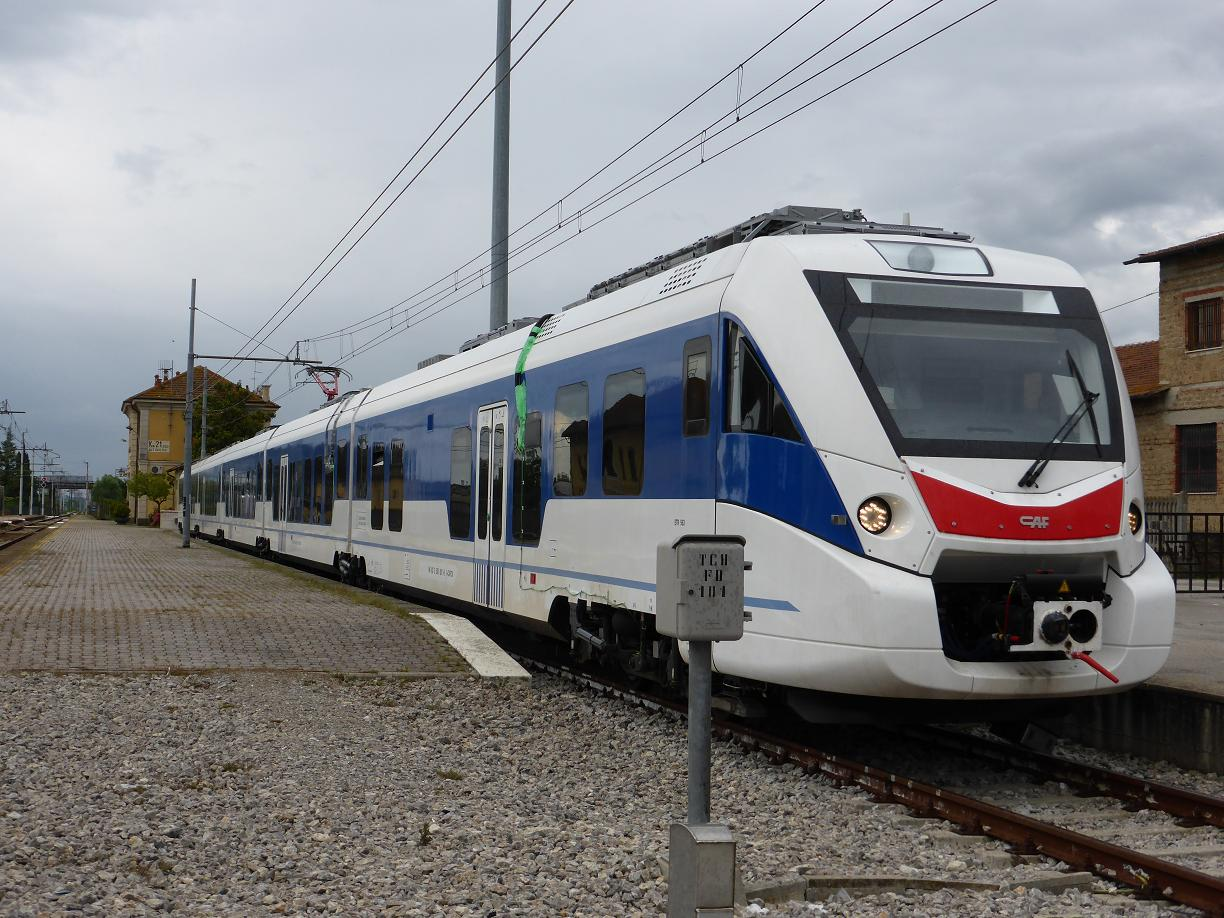
Elettrotreno Civity della Regione Friuli-Venzezia Giulia

| Stato          | Impianto                                      | Esemplari prodotti                                                     |
| -------------- | --------------------------------------------- | ---------------------------------------------------------------------- |
| Algeria        | Société nationale des transports ferroviaires | Automotrici diesel                                                     |
| Arabia Saudita | Saudi Railway Company                         | 6 treni automotori Diesel                                              |
| Arabia Saudita | Saudi Railways Organization                   | 8 treni automotori Diesel                                              |
| Argentina      | Tren de la Costa                              | 9 unità tipo LRV                                                       |
| Brasile        | Companhia Paulista de Trens Metropolitanos    | Elettrotreni delle serie 2000, 2070, 2100, 7000, 7500, 8000, 8500      |
| Irlanda        | Iarnród Éireann                               | 29 complessi CxK IE 29000                                              |
| Irlanda        | Iarnród Éireann                               | 7 complessi Intercity Mark 4                                           |
| Italia         | Regione Friuli Venezia Giulia                 | 12 elettrotreni Civity ETR 563                                         |
| Italia         | Regione Sardegna                              | 8 complessi Diesel ATR 365 e 465                                       |
| Italia         | Ferrotramviaria                               | 5 elettrotreni Civity ETR 452                                          |
| Italia         | Trenitalia                                    | Locomotive E.401 (Trasformazione delle E.402A).                        |
| Lettonia       | Pasažieru vilciens                            | 41 elettrotreni Civity                                                 |
| Montenegro     | Željeznica Crne Gore                          | 3 elettrotreni Civity                                                  |
| Nuova Zelanda  | Auckland Rail Network                         | 57 complessi elettrici                                                 |
| Regno Unito    | Heathrow Express                              | 14 complessi elettrici classe 332                                      |
| Regno Unito    | Northern Spirit                               | 16 complessi elettrici classe 333                                      |
| Regno Unito    | Northern Ireland Railways                     | 20 complessi Diesel classe 4000                                        |
| Spagna         | Renfe Operadora                               | 57 elettrotreni serie 120/121 a scartamento variabile                  |
| Spagna         | RENFE                                         | Elettrotreni serie 440, 444, 449, 594, 598 e 599 per servizi regionali |
| Spagna         | RENFE                                         | Elettrotreni serie 446/447 per servizi suburbani                       |
| Spagna         | Renfe Operadora                               | Elettrotreni Civia serie 462/463/464/465 per servizi suburbani         |
| Spagna         | RENFE                                         | Locomotive classe 250 e 252                                            |
| Spagna         | Fesur                                         | Locomotiva ibrida Bitrac 3600                                          |
| Spagna         | FEVE                                          | Locomotive serie 1900                                                  |
| Spagna         | FEVE                                          | Automotrici serie 2600, 2700 e 2900                                    |
| Spagna         | Euskotren                                     | Complessi serie UT200, UT300, UT900, UT3500, e XXI                     |
| Stati Uniti    | Amtrak                                        | Carrozze Viewliner 2                                                   |
| Turchia        | İZBAN A.Ş.                                    | 33 complessi elettrici per il servizio suburbano di Izmir              |
| Turchia        | TCDD                                          | 12 elettrotreni classe HT65000                                         |

## Storia
Nel 1860 Domingo Goitia, Martín Usabiaga e José Francisco Arana fondano la Fábrica de Hierros San Martín, attiva nel settore siderurgico (puddellaggio). Il figlio ed erede di Goitia, Francisco, in seguito nel 1892 insieme al Marchese di Urquijo è il fondatore della La Maquinista Guipuzcoana, azienda che tra le varie attività si occuperà anche della costruzione di materiale ferroviario, per cui pochi anni dopo realizzano gli impianti aziendali di Beasain, nei Paesi Baschi.
La CAF, all'epoca acronimo di Compañía Auxiliar de Ferrocarriles viene infine fondata nel 1917, specializzandosi inizialmente nella realizzazione di carri merci: all'epoca l'azienda aveva tra i suoi ranghi circa 1 600 dipendenti. Dopo la guerra civile spagnola la CAF vive un momento di espansione, grazie alle commesse per la ricostruzione del parco rotabili delle ferrovie spagnole, ed agli stabilimenti di Beasaín si affiancano il nuovo impianto di Irún e lo stabilimento di Saragozza, quest'ultimo di proprietà della Material Móvil y Construcciones (MMC), azienda ferroviaria di cui la CAF prese il controllo nel 1954. In questo periodo la CAF si occupa anche della produzione di fuoristrada Jeep, di cui detenne la licenza di produzione tra il 1955 ed il 1982.
La denominazione attuale di Construcciones y Auxiliar de Ferrocarriles risale al 1971, anno della fusione della Compañía Auxiliar de Ferrocarriles con la MMC.

## Dati societari
CAF possiede stabilimenti di produzione principalmente in Spagna, nello specifico a Beasain, Irún, Saragozza, Castejón, Linares (CAF Andalucia) e Lérida (TRADINSA). La sede finanziaria e commerciale è invece a Madrid. Impianti di produzione sono inoltre dislocati negli Stati Uniti, in Cile, Brasile, Francia e Messico, mentre in Argentina, Regno Unito, Italia, Algeria, Venezuela e Turchia sono presenti degli impianti di manutenzione sociali. Nel 2011 occupava la posizione numero 82 tra le 100 maggiori imprese spagnole
CAF ha realizzato complessivamente oltre 110 progetti ferroviari, classificandosi come quinto produttore mondiale del settore dietro a Stadler Rail, Siemens, Alstom e Bombardier.
L'azionariato è in mano ad alcuni gruppi di investimento, distribuito come da prospetto:
| Azionista    | Percentuale | Società                                         |
| ------------ | ----------- | ----------------------------------------------- |
| Dipendenti   | 29,560%     | Cartera Social, S.A.                            |
| Kutxabank    | 19,056%     | CK Corporación Kutxa, S.L.                      |
| BNP Paribas  | 5,473%      | BNP Paribas Segurities Services Lux A/C Ceda    |
| Banca Cívica | 3,010%      | Compañía Andaluza de Rentas e Inversiones, S.A. |

### Società controllate
CAF controlla più di 30 società, tra cui:
- Actren: manutenzioni ferroviarie
- BZKf: ingegneria e manutenzione ferroviaria
- CAF Signalling (Eliop Seinalia): segnalamento per il traffico ferroviario
- CAF Power & Automation: frutto della fusione delle controllate Traintic, Trainelec e Desarrollo Software Miramón 4, si occupa della progettazione e realizzazione dei sistemi di propulsione e di comunicazione e controllo per il materiale rotabile
- Cetest: collaudi e analisi di materiale rotabile
- Ennera: energie rinnovabili
- Lander: progettazione, sviluppo e implementazione di dispositivi di simulazione ferroviaria e automobilistica
- LETS: sistemi di informazione visiva per passeggeri e personale dei treni.
- NEM Solutions: ingegneria della manutenzione
- SEMPERE: componentistica ferroviaria
- Solaris Bus & Coach[15]: autobus e filobus a tradizione diesel, ibrida, metano ed elettrica
- VECTIA[16]: autobus ibridi ed elettrici
- WannaFreight: trasporto merci

## Galleria d'immagini

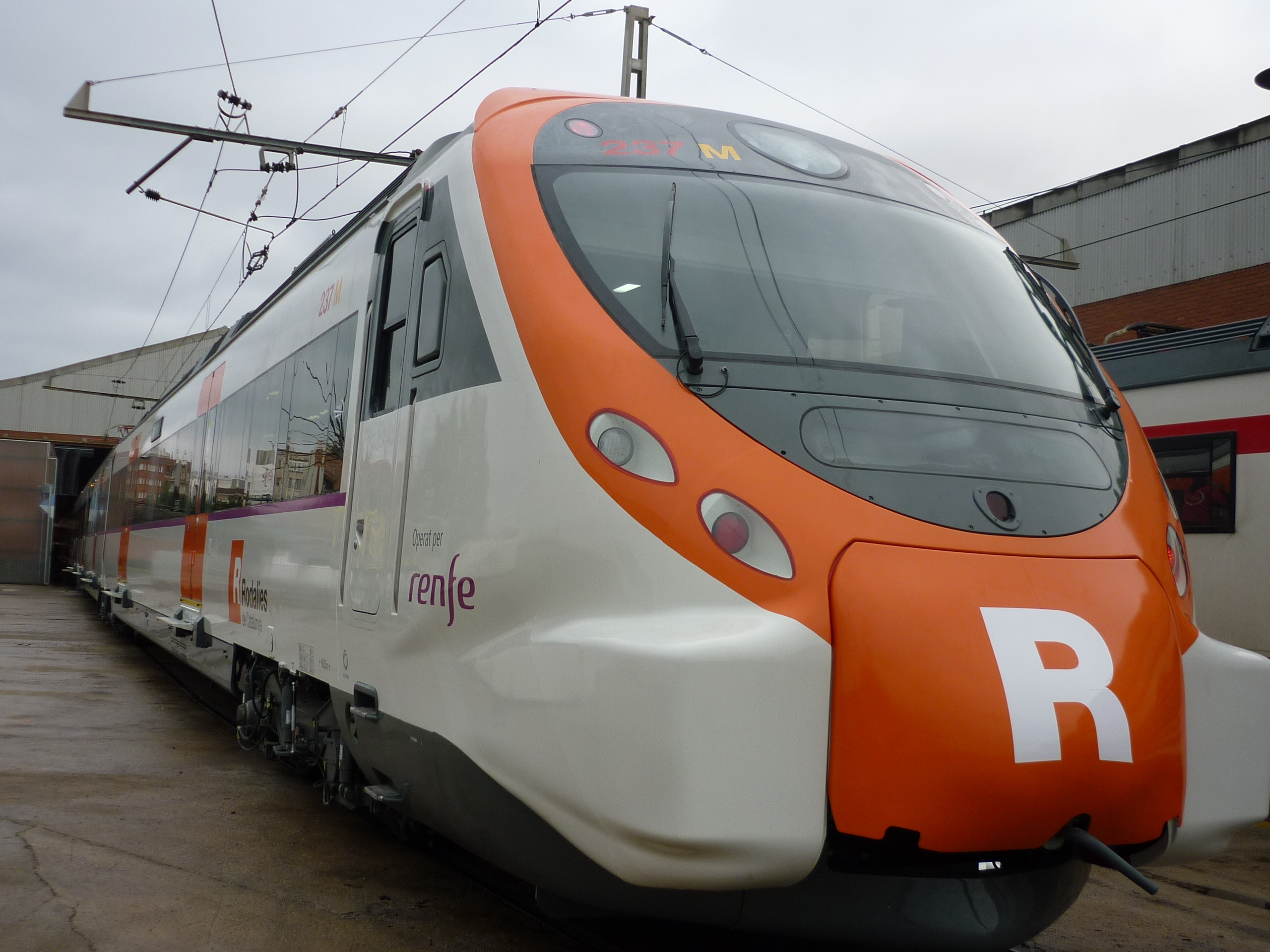
Treno Civia del servizio suburbano di Barcellona
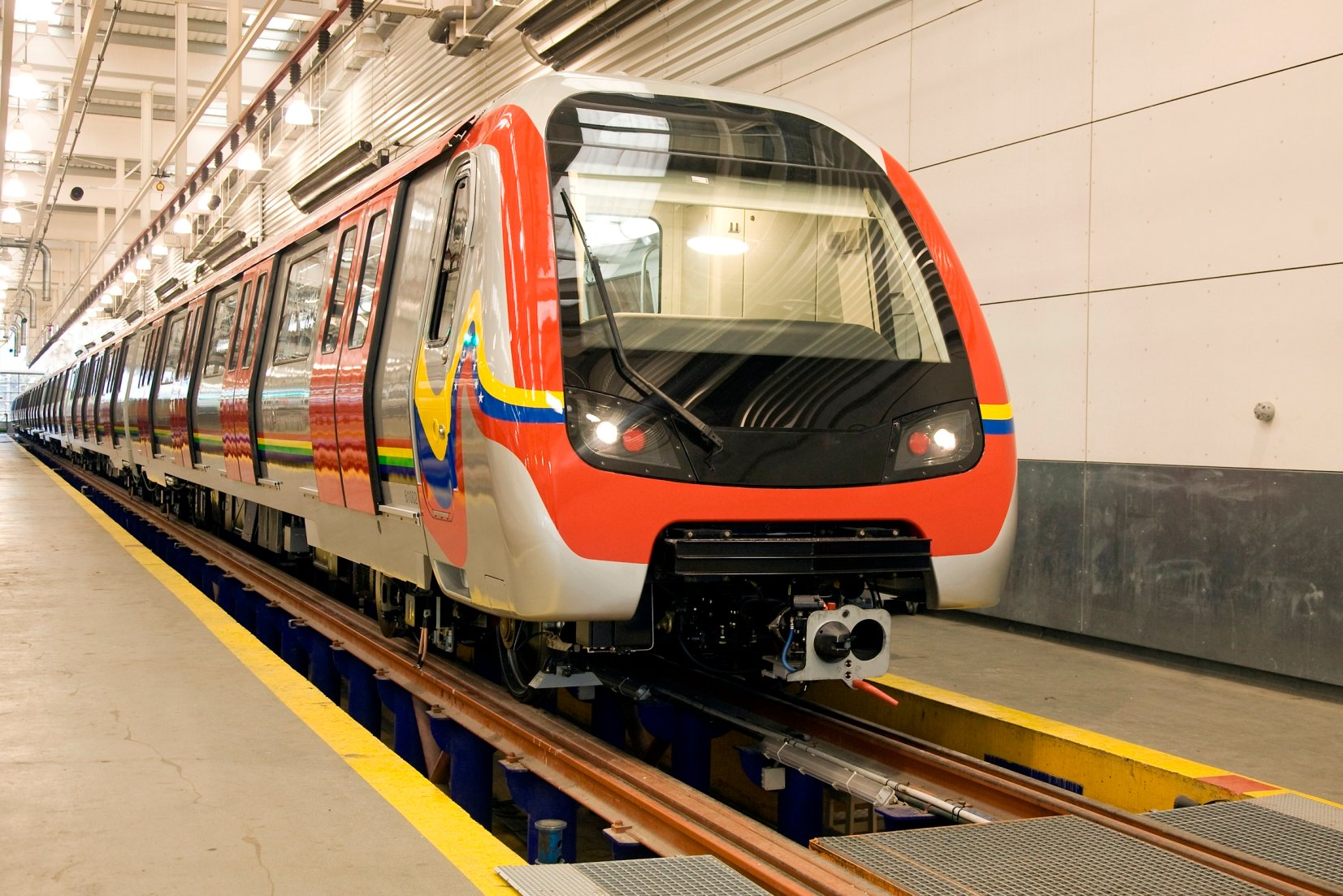
Convoglio della Metropolitana di Caracas
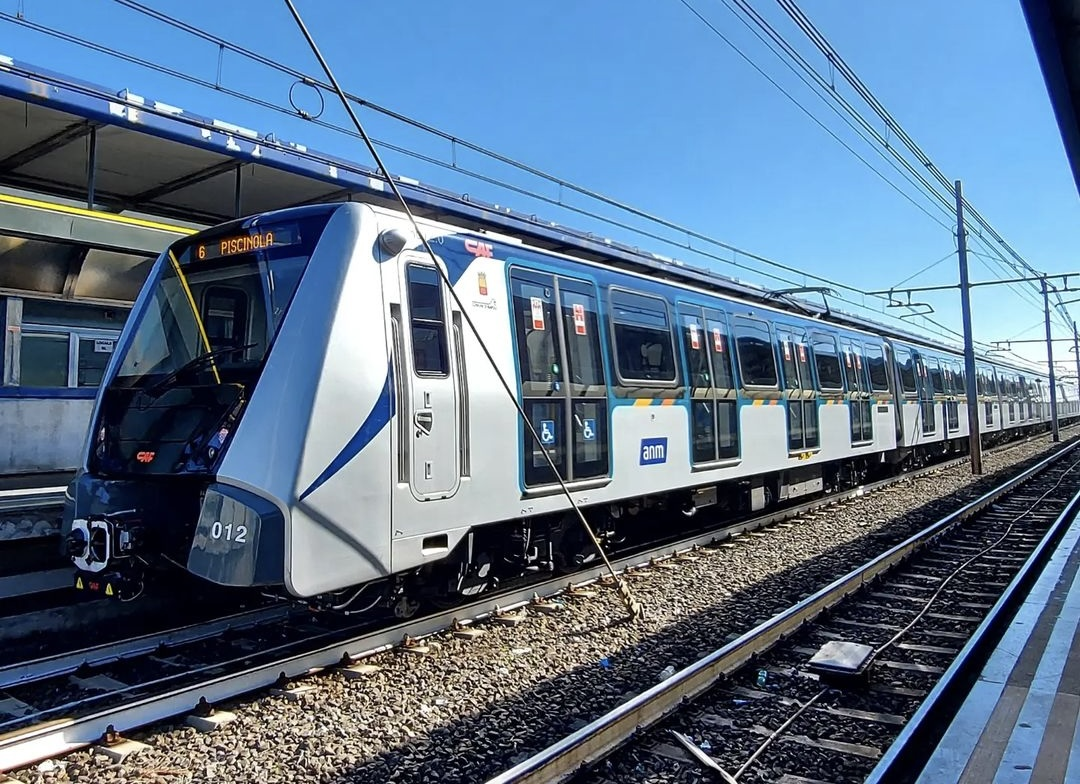
Convoglio INNEO della metropolitana di Napoli
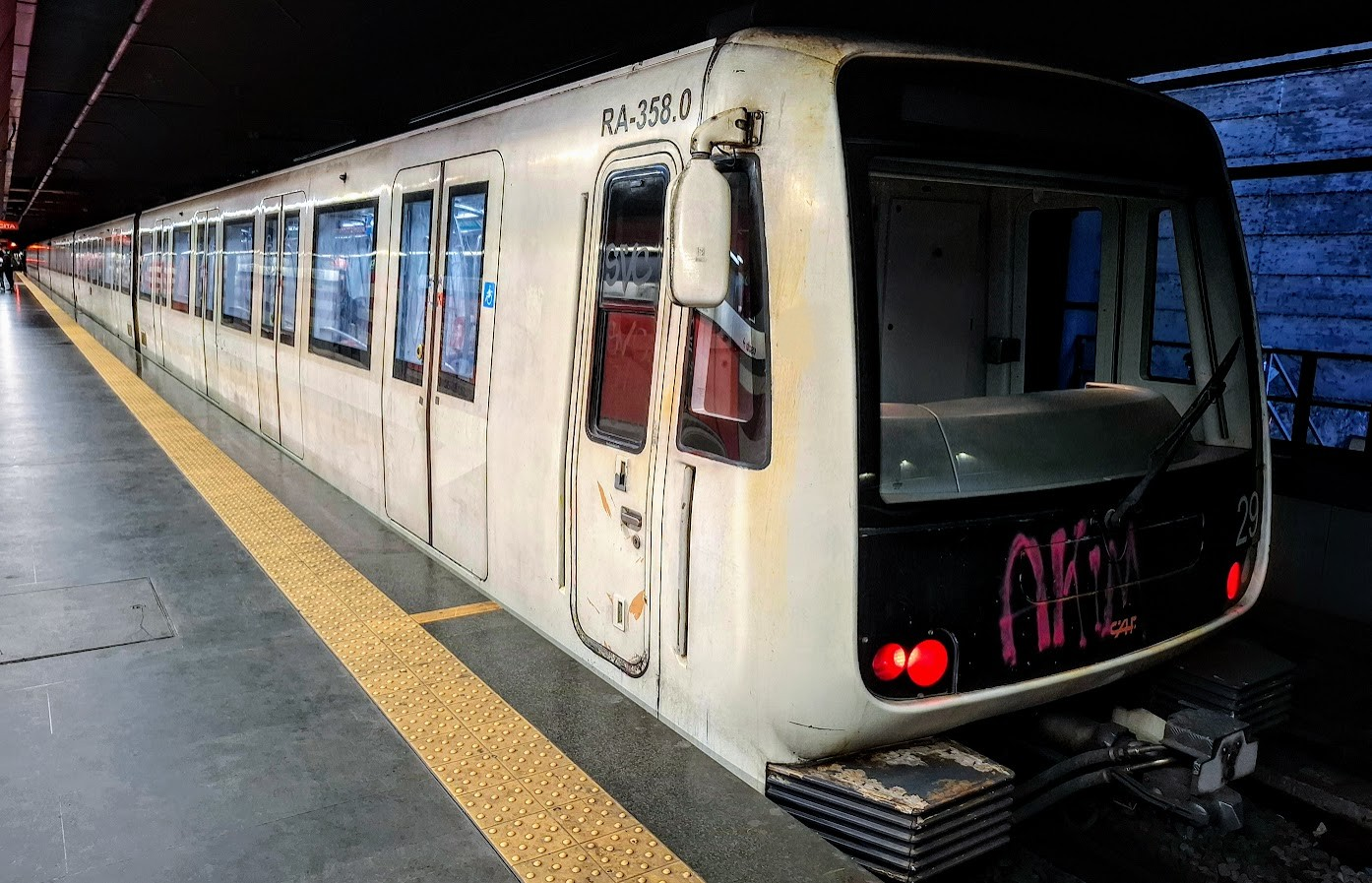
Convoglio della Metro A di Roma
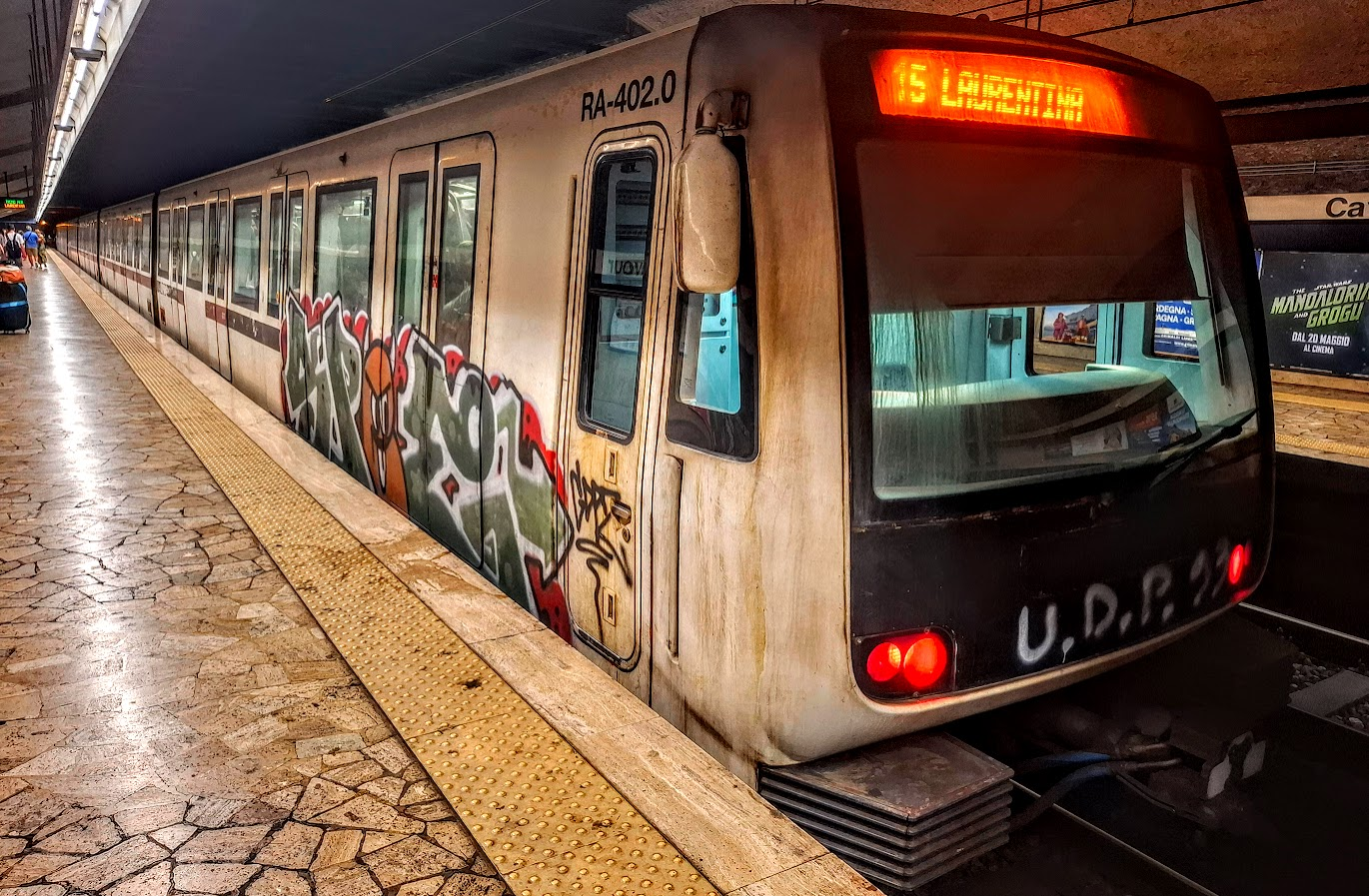
Convoglio della Metro B di Roma
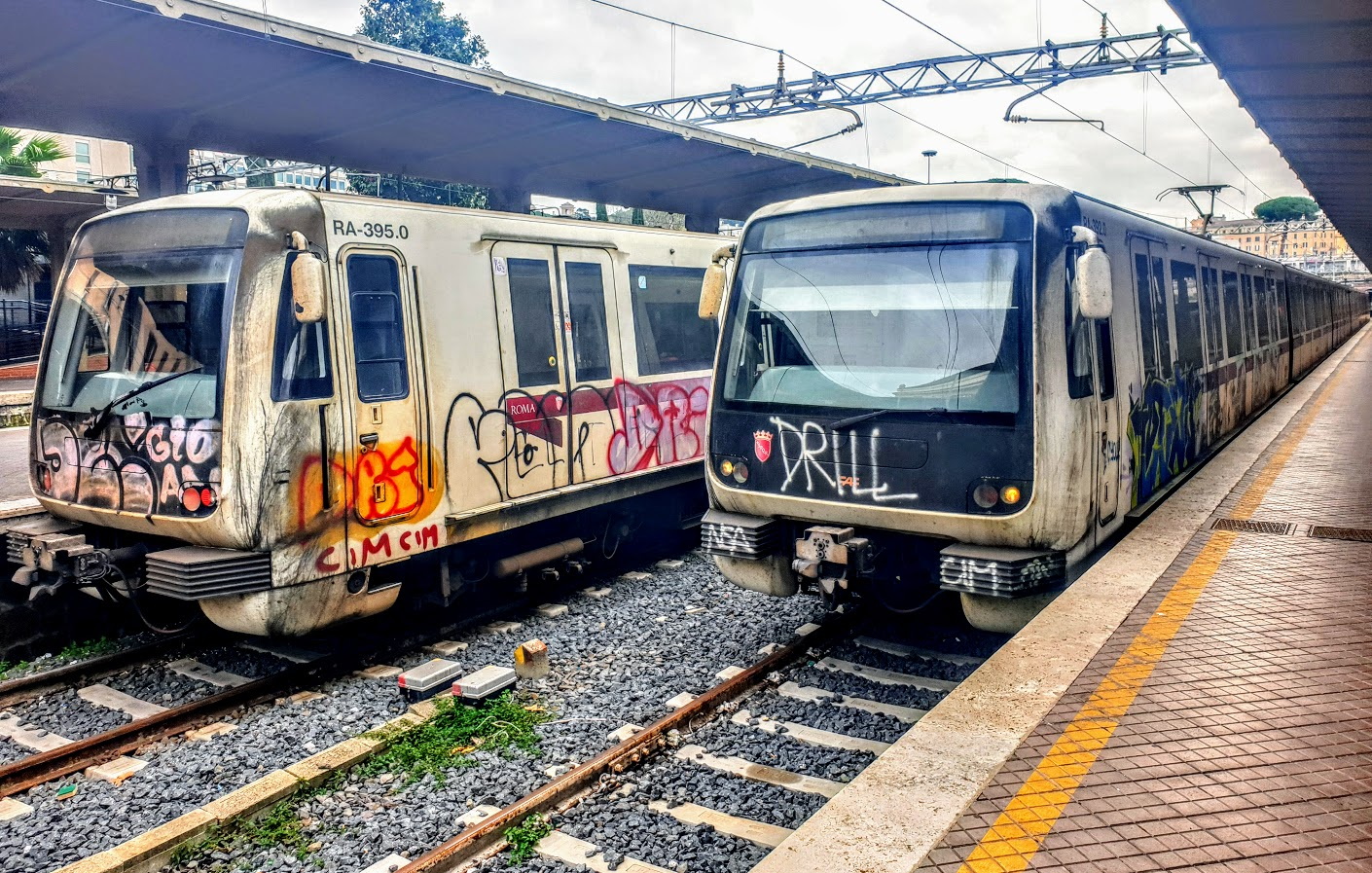
Convogli della Ferrovia Metromare di Roma